# Nautarachna muskoka
Nautarachna muskoka är en kvalsterart som beskrevs av Smith. Nautarachna muskoka ingår i släktet Nautarachna och familjen Nautarachnidae. Inga underarter finns listade i Catalogue of Life.